# عمل فريق

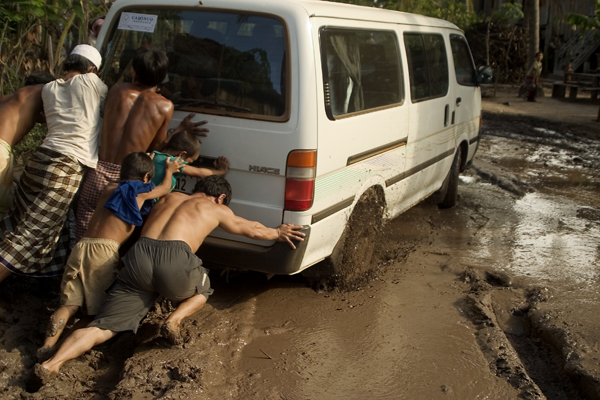
دفع الشاحنة

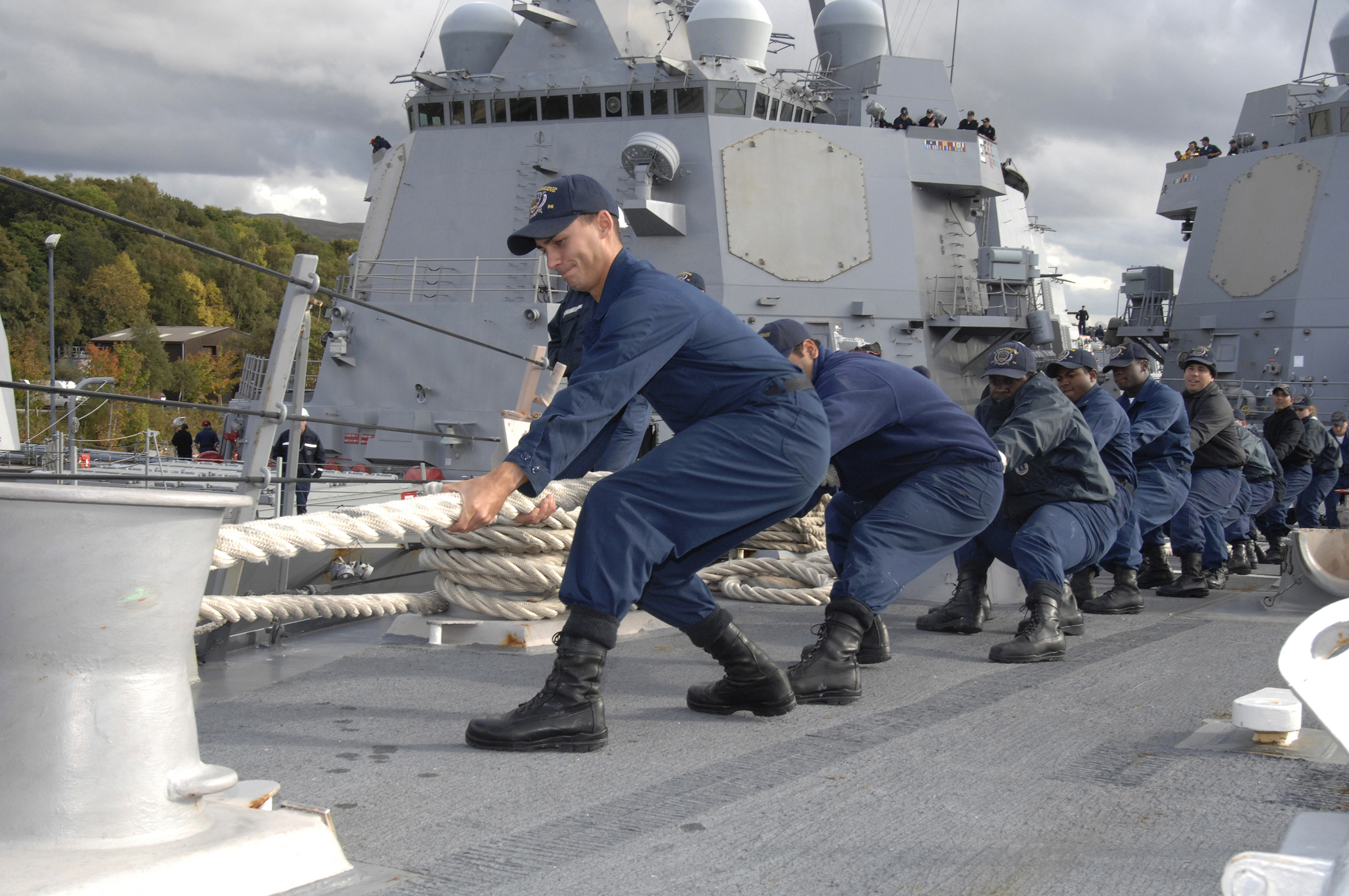
عملية ارساء الباخرة بحبل الإرساء.

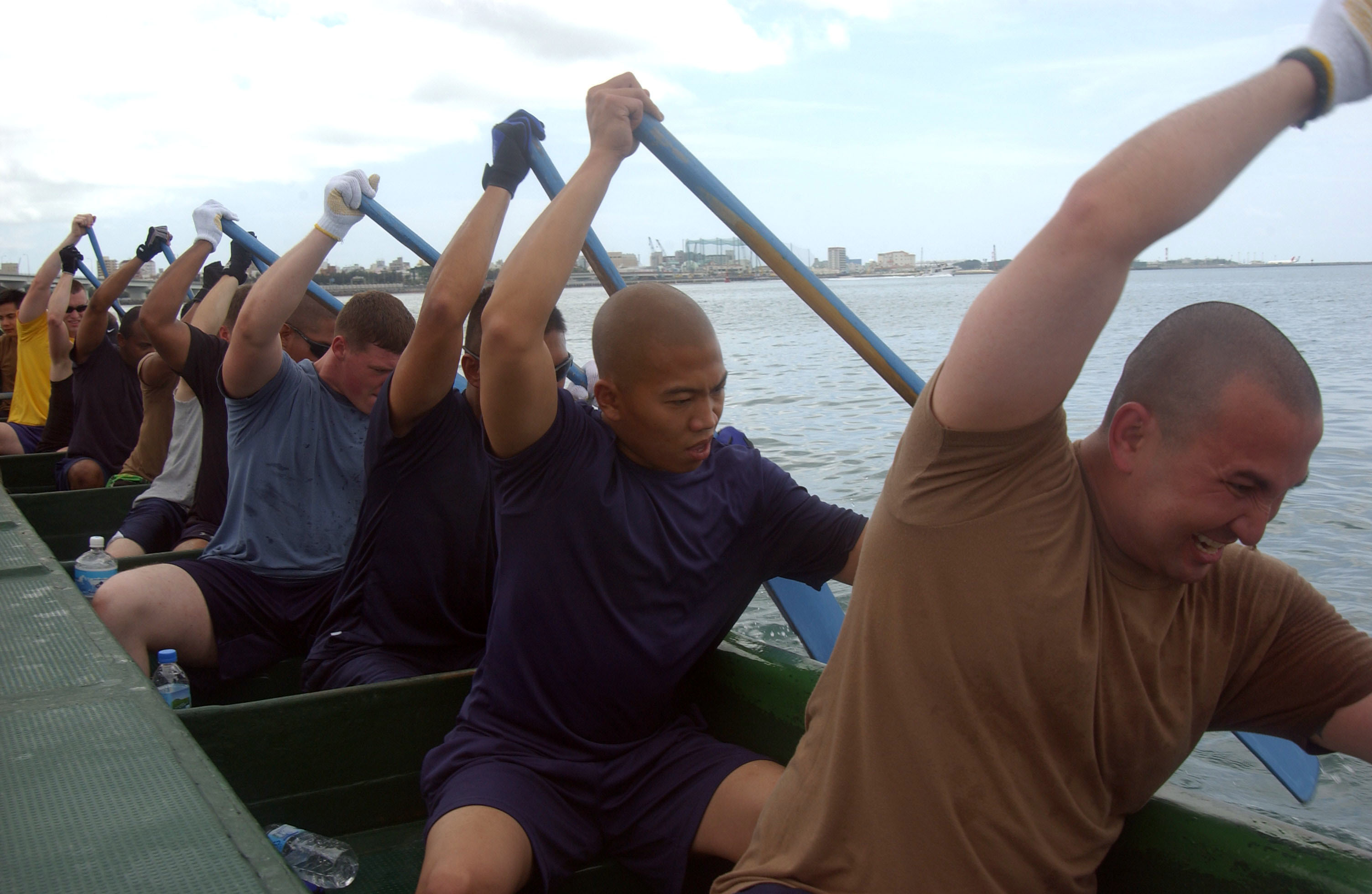
فريق التجديف.

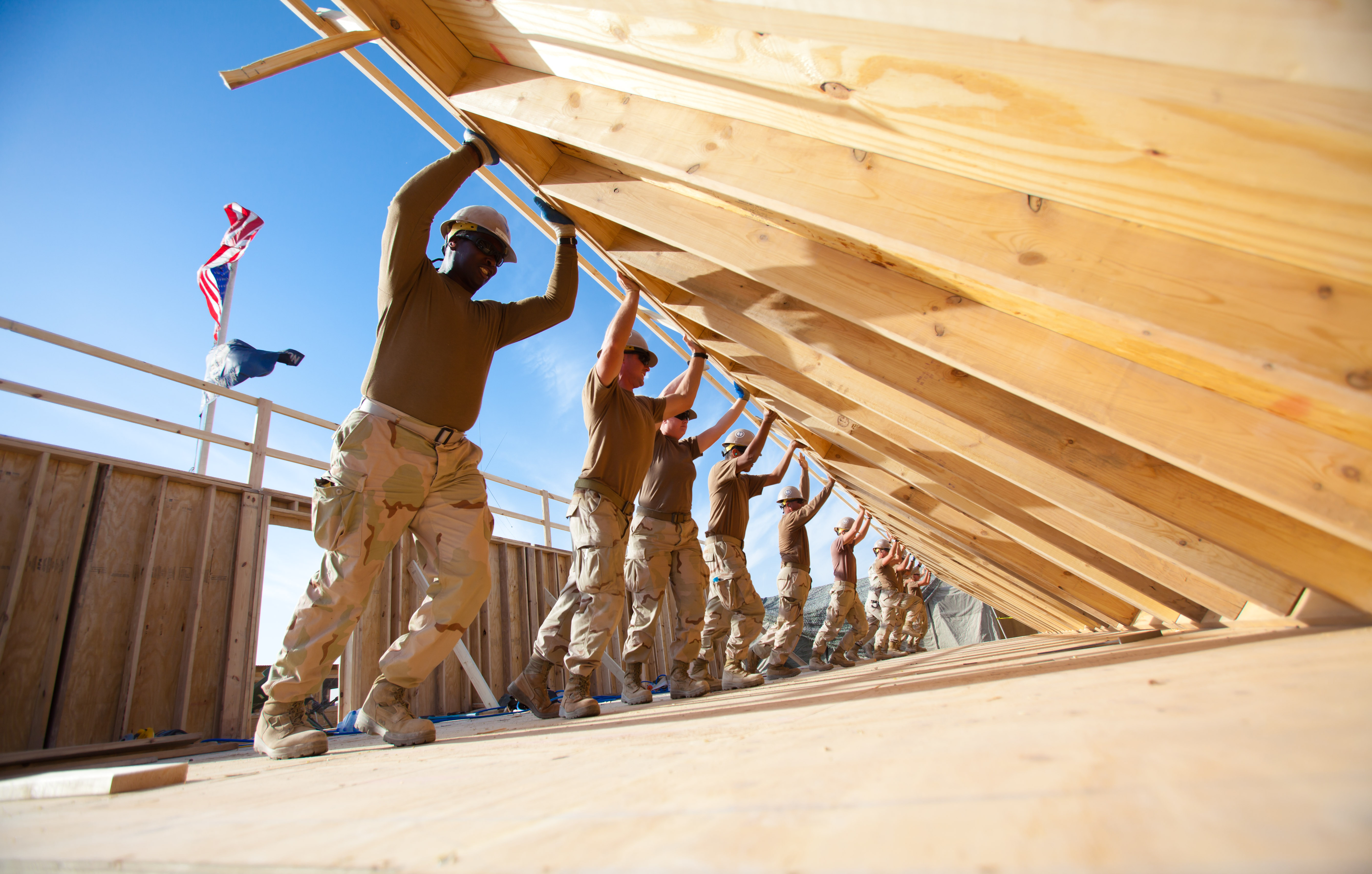
رفع الشونة.

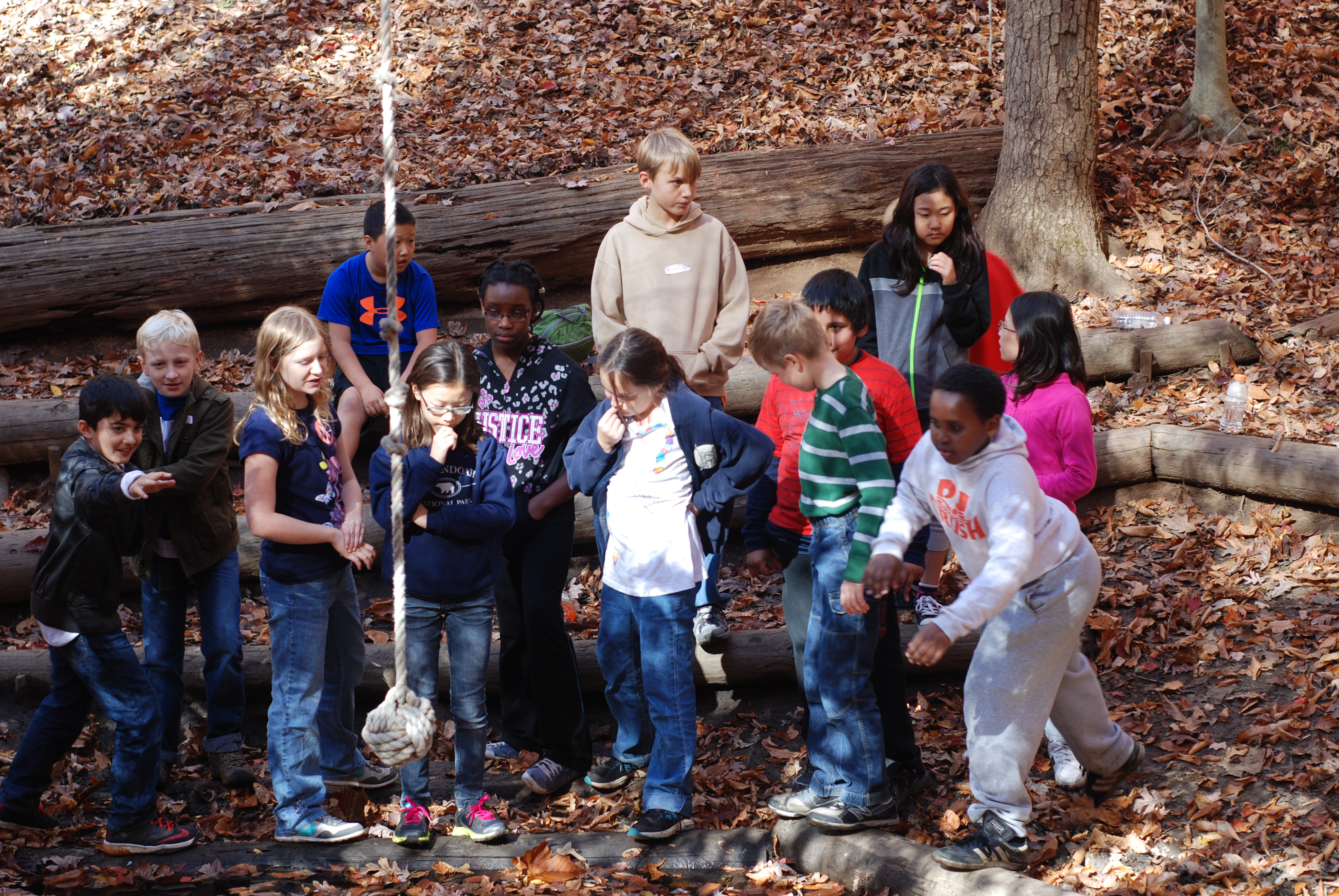
حل المشاكل: صياغة الإستراتيجية

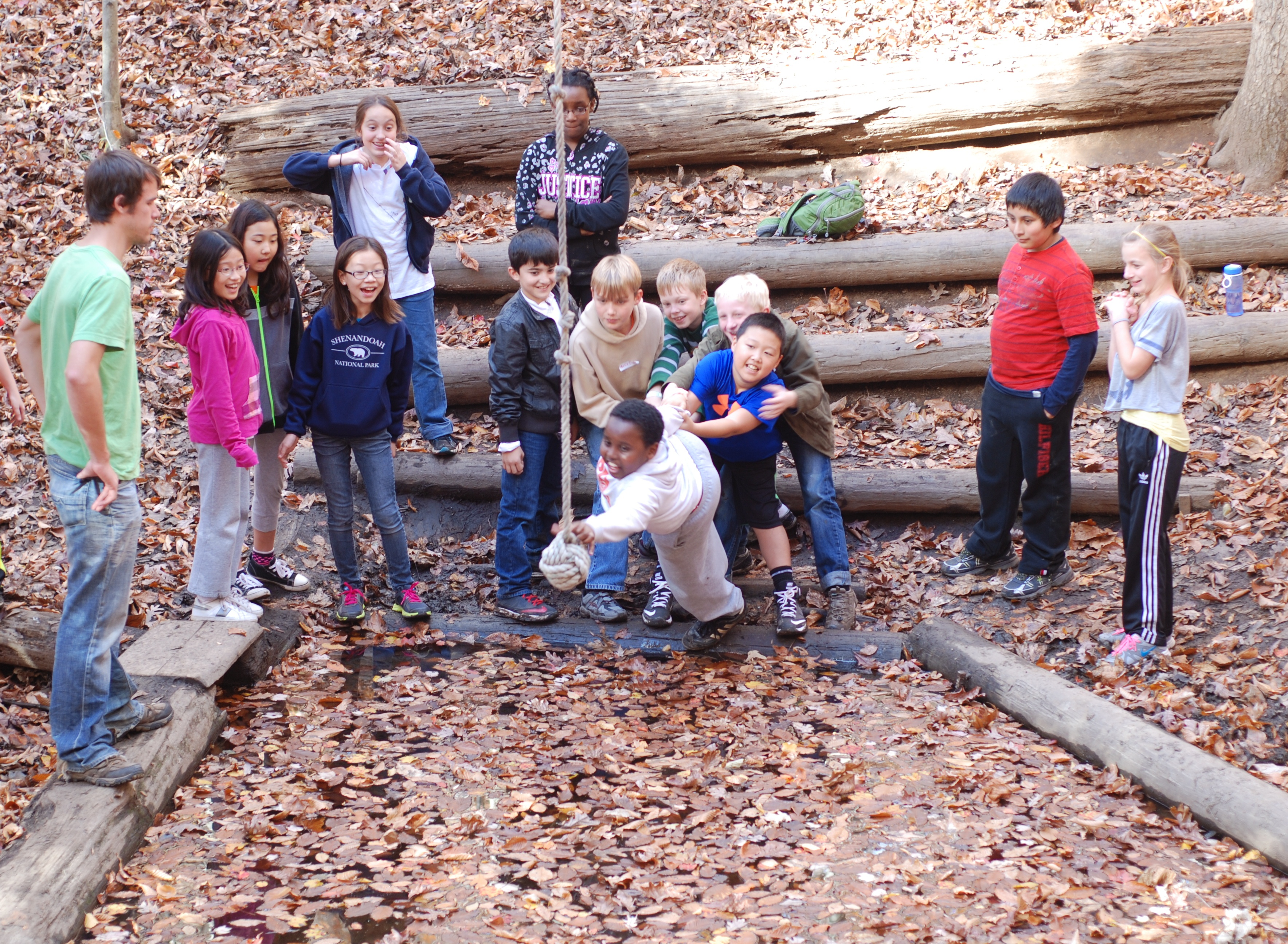
حل المشاكل: تنسيق فريق

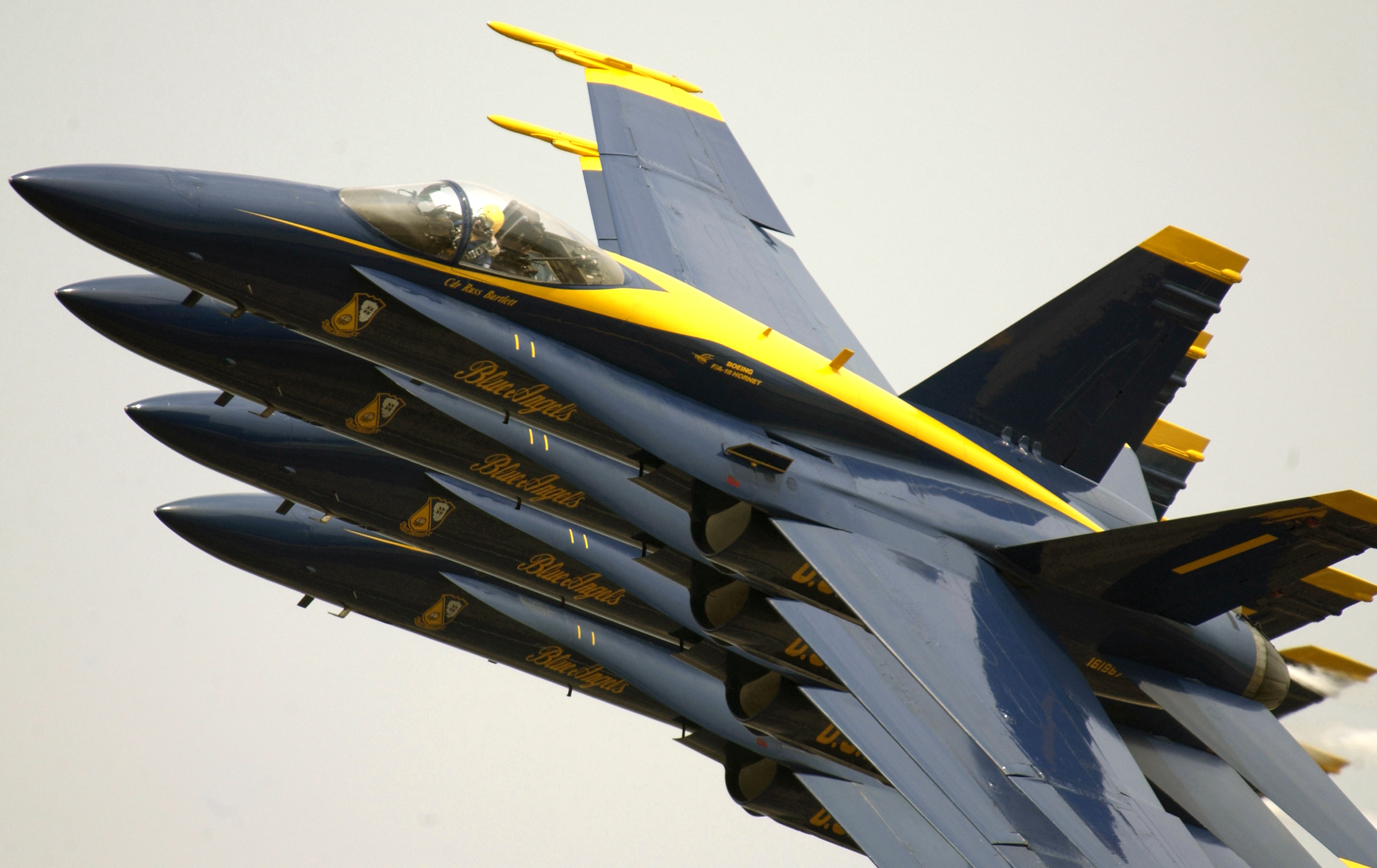
مناورة طائرات مقاتلة جماعية

عمل الفريق هو مجموعة من الأفراد تعمل معا لتحقيق هدف مشترك. مثال: (فريق لعبة رياضية).
العمل بروح الفريق يمثل مهارة نجاح، ويشترط التركيز والوضوح والتدوين والموضوعية وتجنب الفردية والاتصال، ويهدف إلى التطوير وحل المشكلات يتم عبر اختبار المشكلة والتخطيط للعلاج ودراسة المشكلة والمناقشة الجماعية.
إن مهارات النجاح في العمل تشمل مهارات التعامل والتواصل مع الآخرين، وإقامة العلاقات الإنسانية الجيدة، والمقدرة على العمل كجزء من فريق، هذه المقدرة التي أضحت حاجة ماسة لمواجهة متطلبات عالم العمل، فالتعاون بين الناس (أفرادا وجماعات) والعمل معهم، أصبح من ضرورات الحياة، سواء استخدمت في ذلك مهارات الاتصال المباشر أو غير المباشر.

## العمليات
وقد حدد الباحثون 10 عمليات للعمل ضمن فريق والتي تقع في ثلاث فئات:
- عملية الانتقال (بين فترات العمل)
  - تحليل المهمة
  - مواصفات الهدف
  - صياغة الإستراتيجية
- الإجراءات العملية (عندما يحاول الفريق لتحقيق أهدافها وغاياتها)
  - رصد التقدم نحو تحقيق أهداف
  - مراقبة الأنظمة
  - رصد الفريق والسلوك الاحتياطي
  - التنسيق
- عملية العلاقات البينية (الحالية في كل من فترات العمل والفترات الانتقالية)
  - فض النزاعات
  - الدافع وبناء الثقة
  - المؤثرات الإدارية

وأكد الباحثون أن أداء العمل كفريق عموما يعمل بشكل أفضل عندما يكون أعضاء الفريق خبراء في العمل مع بعضهم نظرا لزيادة التنسيق والاتصال.

## التدريب لتحسين العمل الجماعي
تعتمد كافة عناصر الإدارة الحديثة للصناعة علي العديد من الآليات والأدوات والتي تتضمن العديد 	من المفاهيم الإحصائية والرياضية والإدارية والفنية التقنية والتي تتطلب أفراد ذوى تدريب متقدم على كل المفاهيم المطلوبة للعمل، بما يـُمَكن هؤلاء الأفراد من تنفيذ المهام المُوكلة إليهم في كافة مستويات العمل
يمتلك كل فرد قدرات ذهنية ومهارات أداء تـُميزه عن غيره من الأفراد، إلا أن هذه القدرات والمهارات تحتاج للصقل والتطوير المستمر حتى يمكن لهذا 	الفرد أن يشارك بجهده وفكره واقتراحاته في حل المشكلات ودفع عجلة التطور بالمؤسسة وخاصة أن المجال الصناعي يشهد تطوراً سريعاً ومتلاحقا في هذا العصر، إضافة للمتغيرات الأخرى والتي تكون أحيانا غير متوقعة .
يتم قياس مستوى الأداء والتطور في قدرات الفرد من خلال دراسة مدى التقدم الذي أحرزه في مجال عمله ويبدو ذلك واضحاً من خلال معايير قياس الأداء 	كانخفاض مشكلات العمل وتحسن نتائجه. في حالة اكتشاف عدم وجود نتائج مُرضية يمكن إعادة تدريب العامل، وفي حالة استمرار عدم التحسن يمكن توجيه هذا العامل لعمل آخر مناسب.
على وجه الخصوص، خلص التحليل التجميعي 2014 من 45 دراسة منشورة وغير منشورة أن تدريب الفريق هو «مفيد لتحسين النتائج المعرفية، النتائج العاطفية والعمليات والعمل الجماعي، ونتائج الأداء.» إدواردو سالاس، ديبورا DiazGranados، كاميرون كلاين، سي. شون بيرك، كيفن جيم Stagl، جيرالد واو جودوين، وستانلي م هالبين.

### أمثلة العمل الجماعي
اشتراك العاملين في فرق للمشروعات وهي فرق تضم عاملين من أقسام مختلفة ويتكاملون في تخصصاتهم ومهاراتهم لأداء مشروعات محددة مثل:
- فرق تضم من 3 إلى 7 أفراد من الإدارة العليا من أصحاب الخبرة والثقة والكفاءة وتسند إليهم مهمة البحث عن محاور جديدة للتميز للمؤسسة وتطوير 	قدراتها وإعادة توجيه أنشطتها.
- فرق مشروعات الصيانة وتشارك في إدخال تحسينات على المعدات لتحسين أدائها وحل مشكلاتها ضمن برنامج الصيانة الإنتاجية الشاملة.

اشتراك العاملين في مجموعات عمل صغيرة وهي مجموعات تضم من 	5 إلى 10 أفراد وتشارك في أعمال التحسين المستمر ضمن آليات البرامج الشاملة وهي تحمل أسماء مختلفة في الشركات اليابانية مثل دوائر الجودة QC وانعدام العيوب ZD وقد تحمل أسماء أخرى تبعا للنشاط الذي تؤديه.

## أسس ومهارات العمل الجماعي
- استمع إلى أفكار الآخرين. عندما يتحدث الآخرون عن أفكارهم بحرية يمكن لهذه الأفكار أن تكون بداية لتوليد أفكار أخرى
- تحاور مع الآخرين حول أهداف الفريق
- ساعد الأفراد مع إظهار الاحترام للطرف الآخر ودعم أفكاره
- شارك فريق العمل على تحقيق البيئة المناسبة للعمل
- لكي يعمل الفريق بكفاءة يجب تنمية مهارات التواصل بين الفريق واستخدام وسائل التواصل المختلفة مثل البريد الإلكتروني

## الفريق الفعال
هو مجموعة أفراد لها هدف مشترك تتناسب أعمال ومهارات كل فرد من أفراده مع عمل ومهارات الآخرين. ويحقق أهدافه بأكثر طريقة فعالة ثم يكون مستعد لقبول مهمات أكثر تحدياً، إذا كان هذا مطلوباً.

### اختيار الأشخاص
عند اختيار الأشخاص الذين يتمتعون بالكفاءة والمقدرة لمهمة معينة، لا بد من اتباع الخطوات التالية:
- شرح العمل والمهمة وماهيتها
- تحديد مواصفات الشخص المناسب لهذه المهمة.
- وضع إعلان يحدد الشروط التي يجب أن تتوفر في الموظف
- إجراء المقابلات الشخصية لمعرفة الموظف عن قرب
- اختيار الشخص المطلوب الذي يتمتع بالصفات والمزايا التي تطلبها الوظيفة.

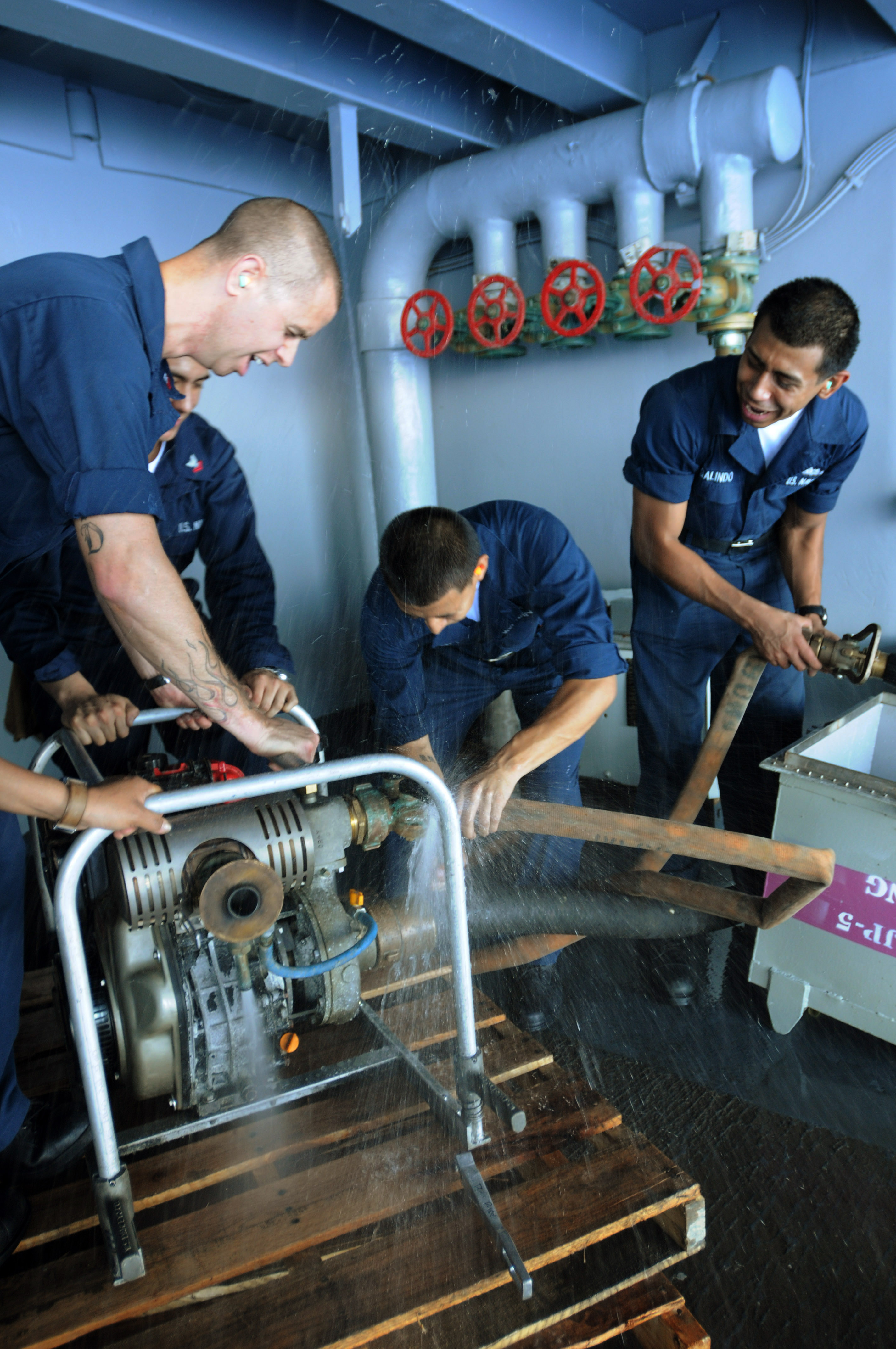
فريق عمل

### الأدوار المهمة في الفريق الفعال
يعتبر فريق العمل مسرحاً لقيام العلاقات، وحل المشكلات التي تتطلب عدة مهارات لا تتوفر جميعها وبنفس القدر في فرد واحد، أو في إدارة واحدة. لذلك تلجأ منظمات اليوم إلى تكوين فرق العمل من كافة التخصصات والإدارات التي قد تحتاج إليها المنظمة، أو الشركة في خدمة العملاء، والمحافظة عليهم خصوصاً وأن العميل أصبح أكثر إلحاحاً ووعياً ويواجه مشكلات معقدة ويطلب حلولاً لها.

#### القائد
هو الذي يتمتع بروح الفريق والقادر على الانسجام مع أعضاء الفريق وهو الذي يتحمل الاختلاف وينصت إلى غيره ويحاول فهمهم، وهو الذي يعدل من مواقفه إذا ما اقتنع بالحاجة لذلك ويسارع إلى الاعتراف بأخطائه، هو امرؤ واسع الأفق، لا يتعامل مع الناس على إنهم قوالب ثابتة. ذو همة عالية وقدرة على مواجهة التحديات (بكل ذلك وغيره يستطيع إدارة الفريق نحو الهدف)) ومهما كان مستوى نبوغ القائد أو براعته فإنه يحتاج مساعدة غيره لتقديم أقصى ما عنده.

#### المبادر
هو الذي يقدم أفكارا وأساليب وطرق مختلفة لتطوير العمل، أو المبادرة إلى تولى المسؤوليات الأكثر صعوبة التي لا يقبل عليها معظم الدعاة لأسباب مختلفة.

#### المحرك المشجع
يعمل على تحفيز الدعاة في الفريق ويبعث النشاط فيهم لتحقيق الإنجازات، فيثنى على الجهود جامعاً بين الحث والتشجيع.

#### الموفق المنسق
يسعى إلى توضيح العلاقة بين الأفكار والمقترحات التي يتقدم بها الدعاة في الفريق، ويقوم بإزالة سوء الفهم الذي قد يحدث بين الأخوة في العمل، ويقوم بصياغة منظومة متكاملة ومترابطة بين الأفكار والمقترحات.

#### الناقد البناء
يقوم بتقييم النتائج التي توصل إليها الفريق بنزاهة وموضوعية مع الاستدراك والتعديل بأسلوب تشجيعي يساعد على استدرار مزيد من الأفكار.

## الفوائد
العمل الجماعي يحقّق الأهداف ويختصر المسافات ويوفّر الوقت، فعندما ترى الأفراد يعملون مجتمعين تراهم أقدر على تحقيق أهدافهم، كما أنّهم يوفّرون على أنفسهم وقتًا وجهدًا كانوا سيتكبّدونه لو عملوا فرادى متفرّقين .
- حل المشاكل: العقل الواحد لا يمكن أن يجعل أفكار مختلفة تخرج من بعضها البعض. كل عضو في الفريق لديه مسؤولية المساهمة المتساوية وتقديم وجهة نظرهم الفريدة من نوعها بشأن المشكلة للوصول إلى أفضل الحلول الممكنة.[10] العمل الجماعي يمكن أن يؤدي إلى قرارات أفضل، منتجات، أو خدمات. نوعية العمل الجماعي قد تكون فعالة من خلال تحليل العناصر الستة التالية من التعاون بين أعضاء الفريق: التواصل والتنسيق والتوازن من مساهمات الأعضاء والدعم المتبادل والجهد والترابط.[11]
- العمل الجماعي وسيلة لتبادل الخبرات والمعارف؛ فحين يجتمع عددٌ من الأفراد ليعملوا عملاً جماعيًّا ترى كلّ واحدٍ منهم يستفيد من أخيه، فيتعلّم منه ويستفيد من خبراته ويتبادل معه المهارات والمعرفة في إطارٍ من مشاعر المحبّة والأخوّة المتبادلة.
- تنمية المهارات الاجتماعيّة وتنمية روح العمل ضمن الفريق الواحد؛ فالعمل الجماعي يجعل من الإنسان اجتماعيًّا يحبّ النّاس ويتفاعل معهم، كما يسعى لاكتساب مهارات اجتماعيّة من خلال تفاعله مع النّاس، ومن يخوض تلك التجربة بلا شك لن يعمل بعدها لوحده بسبب معرفته لقيمة العمل الجماعي وفوائده .
- في الرعاية الصحية: يرتبط العمل الجماعي مع زيادة سلامة المرضى.[12]

## قراءات إضافية
- Larson, Carl E., and Frank M. LaFasto (1989). Teamwork: What Must Go Right, What Can Go Wrong. Newbury Park, CA: SAGE. ISBN:0803932898.{{استشهاد بكتاب}}:  صيانة الاستشهاد: أسماء متعددة: قائمة المؤلفين (link)
- Hackman, J. Richard، المحرر (1990). Groups That Work (and Those That Don't): Creating Conditions for Effective Teamwork. San Francisco: Jossey-Bass. ISBN:1555421873.
- Stevens، Michael J.؛ Campion، Michael A. (1994). "The Knowledge, Skill, and Ability Requirements for Teamwork: Implications for Human Resource Management". Journal of Management. ج. 20 ع. 2: 503–530. DOI:10.1177/014920639402000210.
- Jones، Gareth R.؛ George، Jennifer M. (1998). "The Experience and Evolution of Trust: Implications for Cooperation and Teamwork". The Academy of Management Review. ج. 23 ع. 3: 531–546. DOI:10.2307/259293.
- Sexton, J. Bryan, Eric J. Thomas, and Robert L. Helmreich (2000). "Error, Stress, and Teamwork in Medicine and Aviation: Cross Sectional Surveys". BMJ. ج. 320: 745–749. DOI:10.1136/bmj.320.7237.745. PMC:27316. PMID:10720356.{{استشهاد بدورية محكمة}}:  صيانة الاستشهاد: أسماء متعددة: قائمة المؤلفين (link)
- Hall، P.؛ Weaver، L. (2001). "Interdisciplinary Education and Teamwork: a Long and Winding Road". Medical Education. ج. 35 ع. 9: 867–875. DOI:10.1046/j.1365-2923.2001.00919.x.
- Morey، John C.؛ Simon، Robert؛ Jay، Gregory D.؛ Wears، Robert L.؛ Salisbury، Mary؛ Dukes، Kimberly A.؛ Berns، Scott D. (2002). "Error Reduction and Performance Improvement in the Emergency Department through Formal Teamwork Training: Evaluation Results of the MedTeams Project". Health Services Research. ج. 37 ع. 6: 1553–1581. DOI:10.1111/1475-6773.01104.
- Thomas، Eric J.؛ Sexton، J. Bryan؛ Helmreich، Robert L. (2003). "Discrepant Attitudes about Teamwork Among Critical Care Nurses and Physicians". Critical Care Medicine. ج. 31 ع. 3: 956–959. DOI:10.1097/01.CCM.0000056183.89175.76.
- Sheard, A. G., and A. P. Kakabadse (2004). "A Process Perspective on Leadership and Team Development". The Journal of Management Development. ج. 23 ع. 1: 7–11, 13–41, 43–79, 81–106. DOI:10.1108/02621710410511027.{{استشهاد بدورية محكمة}}:  صيانة الاستشهاد: أسماء متعددة: قائمة المؤلفين (link)
- Leonard، M.؛ Graham، S.؛ Bonacum، D. (2004). "The Human Factor: the Critical Importance of Effective Teamwork and Communication in Providing Safe Care". Quality and Safety in Health Care. ج. 13 ع. Supplement 1: i85–i90. DOI:10.1136/qshc.2004.010033.
- Salas، Eduardo؛ Sims، Dana E.؛ Burke، C. Shawn (2005). "Is there  a 'Big Five' in Teamwork?". Small Group Research. ج. 36 ع. 5: 555–599. DOI:10.1177/1046496405277134.
- Baker، David P.؛ Day، Rachel؛ Salas، Eduardo (2006). "Teamwork as an Essential Component of High-Reliability Organizations" (PDF). Health Services Research. ج. 41 ع. 4p2: 1576–1598. DOI:10.1111/j.1475-6773.2006.00566.x. PMC:1955345. PMID:16898980. مؤرشف من الأصل (PDF) في 2023-08-07.
- DeChurch، Leslie A.؛ Mesmer-Magnus، Jessica R. (2010). "The Cognitive Underpinnings of Effective Teamwork: a Meta-Analysis". Journal of Applied Psychology. ج. 95 ع. 1: 32–53. DOI:10.1037/a0017328.
- West، Michael (2012). Effective Teamwork: Practical Lessons from Organizational Research. Chichester, West Sussex, UK: BPS Blackwell. ISBN:9780470974988.